# Hayne van Ghizeghem
Hayne van Ghizeghem (c. 1445 – 1476 o 1497) fou un compositor francoflamenc de les primeries del Renaixement.
Fou chantre de la capella de la catedral de Cambrai i de la cort de Carles I dit el Temerari el 1462. De Hayne s'han conservat dues cançons a 4 veus i una a 3 en el Odhecaton de Petrucci (1501) i una altra a 3 en el Trium vocum carmina de Formschneider (1538), així com altres inèdites.